# پوره (کاساناره)
پوره (انگلیسی: Pore, Casanare) یک منطقه مسکونی در کشور کلمبیا است.